# Apollon Maikov

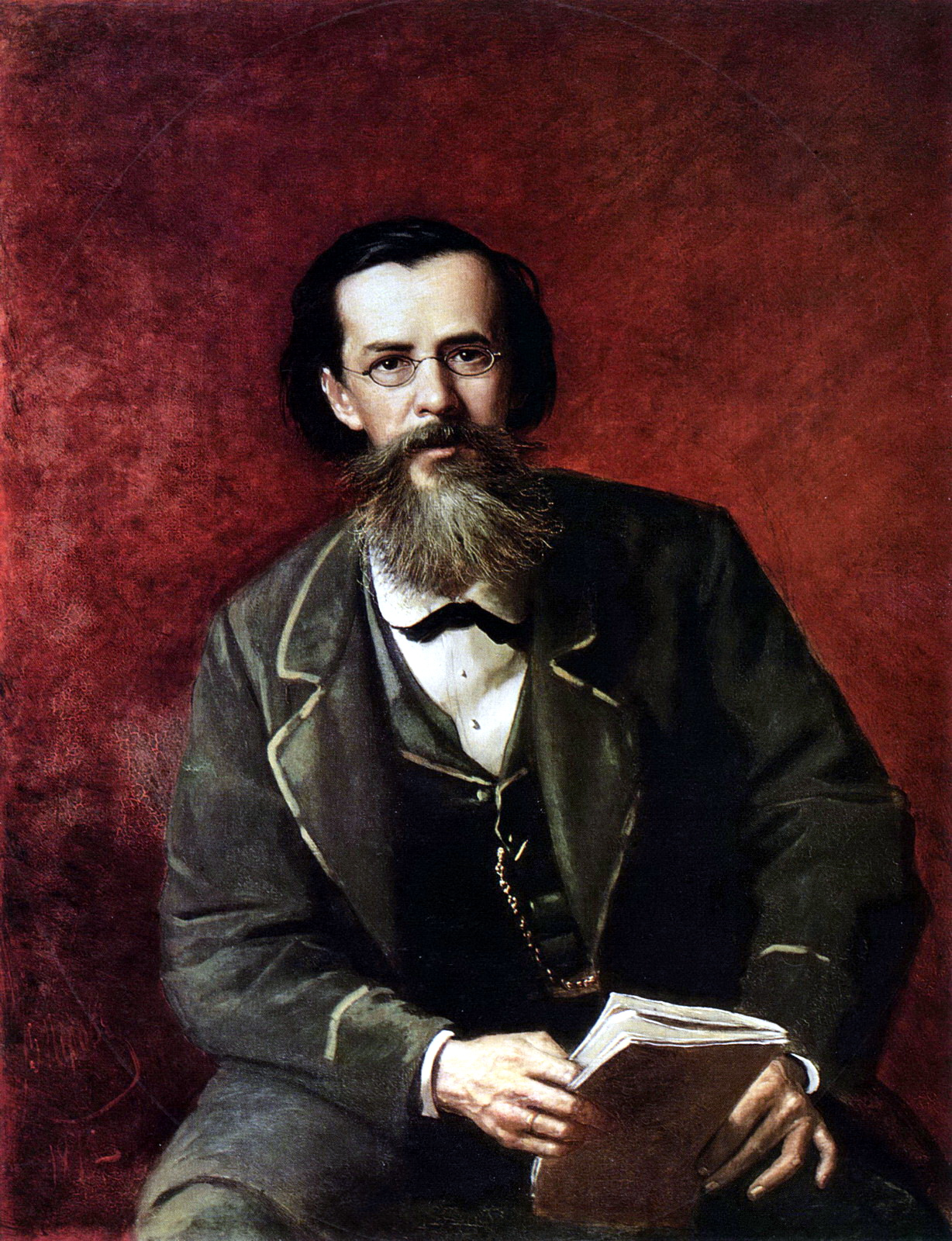
Apollon Maikov în 1872

Apollon Nikolaievici Maikov (în rusă Аполло́н Никола́евич Ма́йков, n. 4 iunie [S.V. 23 mai] 1821 - d. 20 martie [S.V. 8 martie] 1897) a fost un poet rus, ale cărui versuri descriu imagini din patria natală și momente din istoria Rusiei.

## Scrieri
- 1847: Очерки Рима, Ocerki Rima ("Schițe din Roma"), poezii ce desriu frumosul din natură
- 1854: Неаполитанский альбом, Neapolitanskii albom ("Album napolitan")
- Отзывы истории, Otîzîvî istorii ("Ecouri ale istoriei"), evocări istorice în stilul lui Hugo
- 1872/1881: Два мира, Dva mira ("Două lumi"), dramă lirică, bazată pe conflictul dintre creștinism și păgânism.